# Łaszczyn (województwo łódzkie)
Łaszczyn – wieś w Polsce położona w województwie łódzkim, w powiecie rawskim, w gminie Cielądz.
W latach 1975–1998 miejscowość administracyjnie należała do województwa skierniewickiego.